# Teófilo Ortega
Teófilo Ortega Matilla (Palencia, 1905-Palencia, 1965) fue un escritor español.

## Biografía
Nacido en 1905 en Palencia, sufrió en su juventud la epidemia de gripe de 1918. Su etapa de mayor éxito se encontró durante la dictadura de Primo de Rivera y la Segunda República. Miembro del Ateneo de Palencia. Etiquetado por Ramiro de Maeztu, prologuista de un libro suyo, como un escritor de izquierdas, consideración que él rechazó, ya durante la guerra civil se había adherido al bando sublevado y posteriormente llegó a desempeñar cargos como el de delegado provincial de Prensa y Propaganda del Movimiento. Ortega, que había contraído matrimonio con María Martínez Compañy, falleció en su ciudad natal el 17 de agosto de 1965.
Entre sus obras se encontraron títulos como El amor y el dolor en la tragicomedia de Calisto y Melibea (1927), La voz del paisaje (1928), La muerte es vida (1929), La política y un político (1931), Sesenta y nueve años después. Panorama escénico en el año 2000 (1931), Hervor de tragedia (1932), ¿A dónde va el siglo? (1932) y Quejumbre hacia Dios e Introducción al psicoanálisis (1934). Fue también empresario teatral.